# Raymond Ibrahim
Raymond Ibrahim (1973) è uno scrittore e opinionista statunitense, specializzato in storia e lingua araba..

## Biografia
Ibrahim è nato negli Stati Uniti da genitori copti emigrati dall'Egitto. Ha studiato alla California State University, Fresno.
Per un breve periodo Ibrahim ha lavorato come specialista in lingua araba alla Biblioteca del Congresso, nella sezione del Vicino Oriente. Attualmente è direttore associato del Middle East Forum e scrive sul FrontPage Magazine.

## Opinioni politiche
Dopo gli attentati dell'11 settembre 2001, gli interessi di Ibrahim si sono allargati dalla storia e la teologia alla politica e all'attualità. Le sue idee sono in parte di stampo neoconservatore, in particolare vicine a quelle di Daniel Pipes. Molti dei suoi articoli denunciano in particolare quella che secondo lui è una guerra condotta dall'Islam contro il mondo cristiano.
Nel 2007 ha pubblicato il libro The Al Qaeda Reader, dove raccoglie discorsi di al-Qaida che ha tradotto dall'arabo; secondo lui il documento "prova una volta per tutte che, nonostante la propaganda di al-Qaida e i suoi sostenitori, la guerra dell'Islam radicale con l'Occidente non è limitata a diatribe politiche - reali o immaginarie - ma è esistenziale, trascende il tempo e lo spazio ed è profondamente radicata nella fede".
il 26 settembre 2008 è stato pubblicato sul Jane's Information Group un suo articolo sulla taqiyya, per cui ha ricevuto sia elogi che critiche.

## Opere
- Crucified Again: Exposing Islam's New War on Christians (Regnery, 2013)
- The Al-Qaeda Reader (Doubleday, 2007)